# Canelles (Fígols i Alinyà)
Canelles de Segre és un nucli de població del municipi de Fígols i Alinyà, a l'Alt Urgell, situat gairebé tot a l'esquerra del Segre entre aquest riu, a ponent, i la serra del Port del Comte, sud-est, on confronta amb la comarca del Solsonès. El terme municipal és drenat pels rius de Perles i de Canelles. Actualment (2016) a Canelles només hi viuen permanentment en una de les cases, que han rehabilitat. La majoria de les cases s'ha refet o reconstruït de nou, encara que n'hi ha unes quantes que estan en runes. D'altres estan tancades dençà que els habitants autòctons van marxar a viure a Organyà o Oliana, principalment, cap els anys setanta. S'hi troba l'església de Sant Marc i Santa Eulàlia, actualment sense culte.
El lloc és citat en l'acta de consagració de la Catedral de la Seu d'Urgell en els anys 819 o 839. Pertangué, fins a la fi de l'antic règim, al capítol de la col·legiata d'Organyà. Tanmateix, els vescomtes de Castellbò hi posseïren alguns drets.